# Chiesa dei Santi Vito, Modesto e Crescenzia (Tricesimo)
La chiesa dei Santi Vito, Modesto e Crescenzia è la parrocchiale di Fraelacco, frazione di Tricesimo, in provincia e arcidiocesi di Udine; fa parte della forania della Pedemontana.

## Storia
La prima citazione dell'originaria cappella di Fraelacco risale all'anno 1339; la chiesa fu ricostruita dopo il terremoto del 1348.
L'edificio venne interessato da un intervento di ampliamento sul finire del Quattrocento, per poi essere ristrutturato in seguito all'evento sismico del 1511.
Menzionata come il più piccolo luogo di culto della parrocchia di Tricesimo nella relazione della visita pastorale del 1595, la chiesa venne ampiamente modificata durante un rifacimento nel XVII secolo.
Essa fu eretta a parrocchiale nel 1922, per poi venir restaurata nel 1960 con la sostituzione del pavimento e la sistemazione del muro rivolto a nord.
Negli anni settanta si provvide ad eseguire l'adeguamento liturgico postconciliare; danneggiata dal terremoto del Friuli del 1976, la scritta fu consolidata nel 1986.

## Descrizione

### Esterno
La semplice facciata a capanna della chiesa, rivolta a ponente, presenta al centro il portale d'ingresso architravato e sopra un oculo; sotto la linea degli spioventi corre una fila di archetti pensili.
Annesso alla parrocchiale è il campanile in pietra a pianta quadrata, la cui cella presenta su ogni lato una monofora ed è coronata dalla guglia piramidale poggiante sul tamburo a base ottagonale.

### Interno
L'interno dell'edificio si compone di un'unica navata, le cui pareti sono abbellite da lacerti di antichi affreschi; al termine dell'aula si sviluppa il presbiterio, rialzato di due gradini e coperto dalla volta a crociera.
Qui sono conservate diverse opere di pregio, tra le quali l'altare maggiore, risalente al XVIII secolo e abbelito da una statua con soggetto San Vito, l'altare laterale della Vergine, anch'esso settecentesco, la statua ritraente la Madonna col Bambino, di scuola ticinese, e l'acquasantiera.